# Psycho Mantis
Psycho Mantis (サイコ・マンティス?)  es un personaje ficticio de la serie de videojuegos Metal Gear de Konami. Psycho Mantis aparece por primera vez en Metal Gear Solid, donde ayuda al antagonista principal Liquid Snake en su intento de capturar la isla Shadow Moses. En una batalla con el protagonista del juego, Psycho Mantis usa sus poderes psíquicos para hablar directamente con el jugador del juego de una manera que cruza la cuarta pared de la pantalla del juego, jugando con la tarjeta de memoria y el controlador de videojuego. Psycho Mantis reaparece en varios juegos posteriores de la serie. En inglés, su voz es Doug Stone, mientras que en japonés su voz es Kazuyuki Sogabe.
Los críticos de videojuegos han elogiado a Psycho Mantis y sus interacciones que rompen la cuarta pared, calificando la escena como uno de los momentos más memorables de los videojuegos. Otros comentarios han analizado la escena por su impacto en la experiencia del jugador, incluso en la forma de la relación del jugador con el protagonista en pantalla, Solid Snake.

## Apariciones
Psycho Mantis es un psíquico y antagonista en el juego Metal Gear Solid. Aparece a mitad del juego en un diálogo y una secuencia de batalla. El protagonista Solid Snake recibe avances románticos de su aliada Meryl Silverburgh, solo para descubrir que ella está siendo controlada psíquicamente por Psycho Mantis. Snake no se inmuta y, después de noquear a Meryl, Psycho Mantis se revela. Psycho Mantis busca demostrar sus poderes psíquicos a Snake, y para ello habla directamente con el jugador del juego de una manera que cruza la cuarta pared de la pantalla del juego. Primero lee los metadatos de Metal Gear Solid sobre las acciones del jugador para poder juzgar su personalidad, antes de leer la tarjeta de memoria del sistema para leer de qué otros juegos es fanático el jugador. Si el jugador tiene un control vibratorio DualShock, Mantis le indicará al jugador que lo coloque en el suelo, momento en el que activará el efecto de vibración del control. Luego hace que la consola parezca desconectarse antes de pasar a la batalla, en la que aparentemente puede leer todos los movimientos del jugador. Siguiendo los consejos de las sugerencias del juego, los jugadores pueden cambiar su controlador del primer puerto de controlador al segundo puerto de controlador, lo que hará que Mantis no pueda leer sus movimientos. Mantis es muerto por Snake durante la batalla.

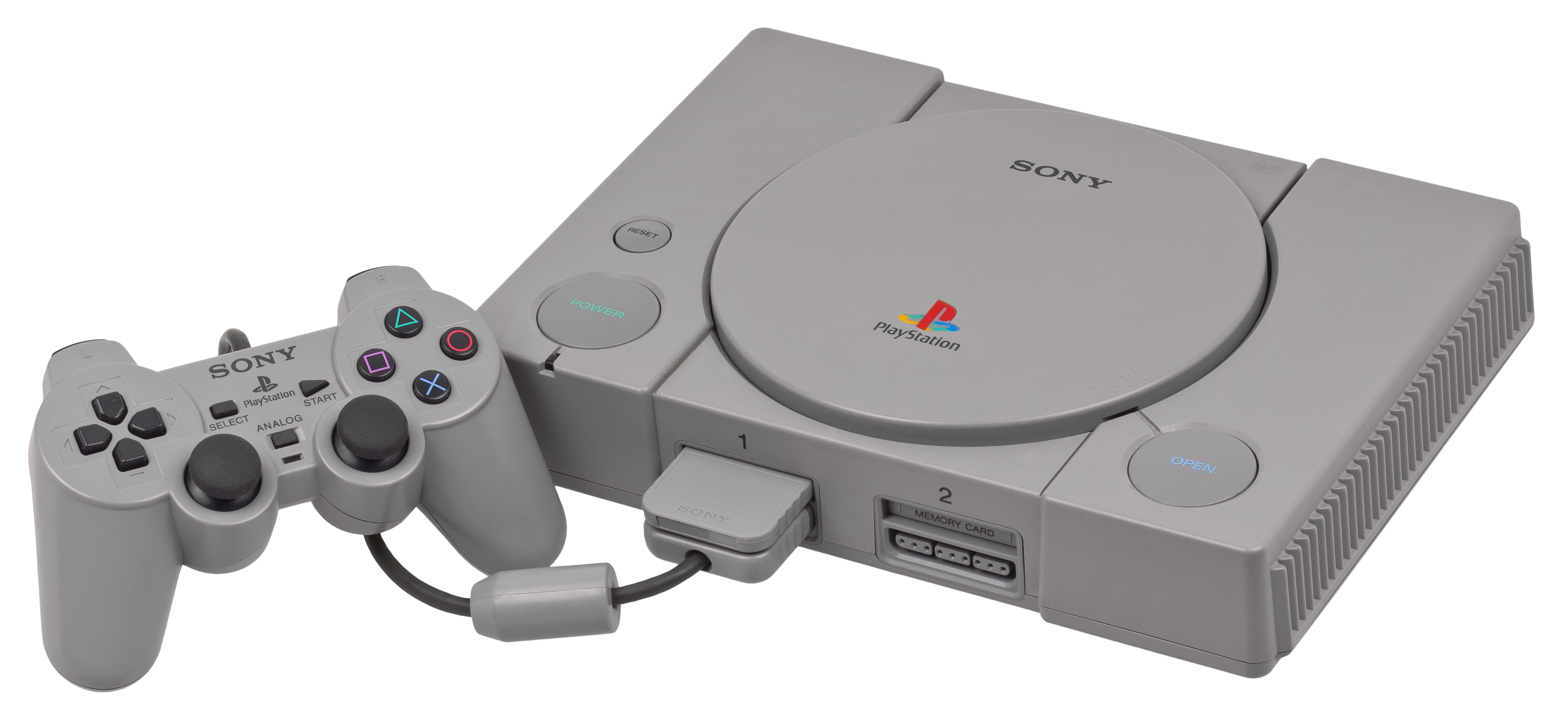
La pelea de jefe de Psycho Mantis se podía derrotar cambiando los puertos del controlador en la consola PlayStation, y además manipularía el controlador DualShock en su escena introductoria.

El diálogo del juego revela que su madre murió al dar a luz. Como resultado, su padre lo odiaba. Mantis descubre esto mientras lee la mente de su padre, lo que provoca que Mantis queme su aldea por miedo. Mantis se unió a la KGB más tarde en su vida, y después se unió a la Agencia Central de Inteligencia (CIA), usando sus poderes psíquicos para ahondar en las mentes de presuntos criminales. Después de adentrarse demasiado en la mente de un asesino en serie, Mantis se volvió loco. Según Mantis, se unió a Liquid Snake, el principal antagonista del juego, para «matar a tantas personas como pudiera», ya que estaba disgustado con la raza humana.
Mantis reaparece brevemente en Metal Gear Solid 4: Guns of the Patriots, donde su fantasma parece controlar el cuerpo fallecido del jefe enemigo Screaming Mantis. Mantis intenta y no logra repetir la misma demostración de sus poderes de Metal Gear Solid debido a la falta de tarjeta de memoria de la PlayStation 3. Si el jugador utiliza un mando vibrador DualShock, se emocionará al saber que aún puede manipular el mando. Psycho Mantis aparece más tarde como un cameo en Metal Gear Solid V: Ground Zeroes.
Una versión más joven de Psycho Mantis aparece en Metal Gear Solid V: The Phantom Pain, donde es un niño bajo el nombre de Tretij Rebenok. Es manipulado por el antagonista principal del juego, Skull Face, quien usa a Rebenok para controlar un robot Metal Gear con el objetivo de matar a todas las personas de habla inglesa del mundo. Más tarde, Rebenok se ve influenciado por la ira del aliado del protagonista Venom Snake, Eli, quien se gana la lealtad de Rebenok. Esto le permite a Eli obtener control sobre el robot.
En 2016 se emitió un comercial publicitario del Ford Focus que parodiaba la escena en la que Mantis lee la mente de Snake. El actor de voz en inglés de Psycho Mantis, Doug Stone, repitió su papel de Mantis para el comercial. En 2018 también se lanzó una estatuilla de Psycho Mantis. Psycho Mantis también hizo un cameo en el juego Astro Bot de 2024.

## Desarrollo
El diseñador de la serie Metal Gear, Hideo Kojima, se inspiró para crear Psycho Mantis después de ver la película La furia de 1978, y llevó al equipo a utilizar la representación del poder psíquico en la película como referencia. Kojima afirmó que al desarrollar Mantis, deseaba aprovechar el concepto de maestros que le dicen a sus estudiantes que limpien sus mentes. El único método que se le ocurrió para reflejar esto fue cambiar los puertos del controlador, lo que fue controvertido entre los miembros más jóvenes del equipo. Mantis fue diseñado por el artista de personajes Yoji Shinkawa. Psycho Mantis ha sido interpretado en voz por Doug Stone en inglés y por Kazuyuki Sogabe en japonés.
Las adaptaciones posteriores del juego tuvieron que reimaginar las interacciones con Psycho Mantis que fueron diseñadas para el hardware de PlayStation. En los puertos para PC del juego, el jugador debe usar el teclado para engañar a Mantis, mientras que los puertos posteriores para la consola PlayStation requieren que los jugadores vayan a la configuración y cambien la conexión de su controlador al Jugador 2. En la novelización del juego, la pelea contra el jefe se adapta a una serie de alucinaciones donde Snake se enfrenta a realizaciones más profundas sobre su personaje. En la adaptación para historieta del juego, Mantis apareció en un cliffhanger, amenazando con usar sus poderes para hacer que Meryl se disparara, antes de ser aparentemente derrotado por el aliado de Snake, el Maestro Miller. Se revela que Miller es una ilusión de Mantis, y Snake procede a derrotar a Mantis en la batalla. Además, en Metal Gear Solid Master Collection Vol. 1, que contiene una nueva versión de Metal Gear Solid, existe una opción que permite a los jugadores conservar sus datos guardados, lo que les permite seleccionar a qué juegos hará referencia Mantis durante su batalla contra el jefe.

## Recepción y análisis

### Recepción crítica
A pesar de la breve aparición de Psycho Mantis en Metal Gear Solid, su papel en el juego ha sido recibido constantemente como una de las escenas más icónicas y celebradas de los videojuegos. En el libro 100 Greatest Video Game Characters, Nicholas David Bowman describió cómo la batalla del jefe Psycho Mantis se cruza con el compromiso directo con el jugador, explicando que «Rara vez un personaje de un juego ha violado tantas suposiciones sobre las reglas de compromiso, extendiendo el conflicto desde la pantalla de televisión hasta la propia mente del jugador». En la clasificación de IGN de los mayores villanos de los videojuegos, la publicación afirmó que Mantis «atacó a los jugadores en todos los frentes», y su manipulación de Meryl se aprovechó de los sentimientos que los jugadores desarrollaron por ella en ese punto del juego. A Brief History of Video Games destacó cómo romper la cuarta pared era a la vez variado y único, haciendo de la batalla «una actuación de bravura en lugar de una mera novedad». Hideo Kojima declaró más tarde que Psycho Mantis era su personaje favorito de la serie. El cineasta y director Guillermo del Toro también elogió la escena de Psycho Mantis por poder trascender el medio de los videojuegos.
Andy Kelly de TheGamer elogió al personaje como parte de lo que hizo a Metal Gear Solid tan icónico, describiendo cómo la batalla de Mantis utilizó el medio del videojuego en formas únicas e ingeniosas. Manon Hume de Game Informer también elogió la batalla como inventiva, describiendo cómo hace que el jugador cuestione su control sobre el juego. Brendan Main de The Escapist postuló que la capacidad de Mantis de desconcertar al jugador con sus datos guardados era una experiencia que no se podía replicar fuera del propio Metal Gear Solid. Esto provocó una incertidumbre en las mentes de los jugadores sobre su capacidad para controlar adecuadamente el juego, y enfatizó aún más cómo las decisiones en el juego se tomaban por voluntad del jugador, y no por la del protagonista Solid Snake. La capacidad de Mantis para influir en el marco del juego fue descrita en el libro Once Upon a Pixel: Storytelling and Worldbuilding in Video Games como una amplificación de la tensión del encuentro. El libro Metagames: Games About Games destacó cómo Psycho Mantis se volvió mucho más poderoso al romper la cuarta pared, usando su control sobre la entrada del jugador para hacerlo sentir más vulnerable. Chad Concelmo de Destructoid afirmó que la manipulación de la cuarta pared por parte de Psycho Mantis fue revolucionaria para la época y pudo mantener su peso incluso mucho después del lanzamiento del juego, más que otras escenas con mayor peso emocional. Su disonancia con otros jefes en el juego fue resaltada por el libro 50 Years of Boss Fights: Video Game Legends, ya que a diferencia de los jefes anteriores, los jugadores tenían que pensar fuera de la caja para derrotar a Psycho Mantis.

### Análisis
La capacidad de Psycho Mantis para interactuar directamente con los jugadores recibió un análisis significativo. El libro The Encyclopedia of Computer Graphics and Games analizó cómo la capacidad de Psycho Mantis de esquivar las entradas del controlador explotaba la comodidad del jugador con el juego, describiendo cómo «desfamiliariza a los jugadores» de los controles y la mecánica del juego. El libro Hideo Kojima: Progressive Game Design describe cómo la secuencia del jefe Mantis dio a los desarrolladores del juego control más allá del juego, sino también del medio del videojuego en sí. Su autoconciencia fue descrita además en el libro Framing Uncertainty: Computer Game Epistemologies como algo que le permite a Mantis cruzar una «frontera» entre el mundo del juego y el mundo real, causando un profundo nivel de incertidumbre en los jugadores. El libro Once Upon a Pixel: Storytelling and Worldbuilding in Video Games también afirmó que esta habilidad hacía que Mantis fuera un oponente más aterrador. El International Journal of Transmedia Literacy analizó cómo Psycho Mantis cambia su atención de Snake al jugador, enfatizando la importancia del jugador en la narrativa del juego y exigiéndole que tome acción en el mundo real para salvar al protagonista del juego.
Once Upon a Pixel: Storytelling and Worldbuilding in Video Games describió cómo la secuencia pudo recordar a los jugadores el hecho de que el mundo de Metal Gear Solid estaba en un videojuego, y que si bien controlaban a Snake, ellos mismos nunca llegarían a ser realmente Snake. Esto creó sentimientos conflictivos de identificación y alienación, y las acciones de Mantis empujaron al jugador fuera del flujo normal del juego que estaba experimentando como Snake. El libro Performativity in Art, Literature, and Videogames también describe un «ciclo de retroalimentación» causado por la participación del jugador en la ruptura de la cuarta pared de Psycho Mantis, afirmando que la batalla causó confusión entre «procesos fisiológicos humanos y procesos computacionales». Otros académicos también notaron el impacto metanarrativo de la secuencia del jefe, describiendo cómo hizo que el juego fuera más inmersivo al requerir que el jugador interactuara directamente con la consola de juegos.